# История на Австрия
Алпите и плодотворните равнини по долината на река Дунав са били заселени още от праисторическо време. Богатството на келтските колонии, живели на територията на Източните Алпи, се дължала предимно на добива на сол.

## Античност
Голяма част от региона южно от река Дунав е бил известен като Норик. Западният планински регион между реките Рейн и Ин, и баварското и субалпийското плато е бил известен като Реция – територията, която включва части от сегашните Германия и Швейцария. Равнинният регион на изток – югоизток е бил познат като Панония и включва територии от днешните Унгария и Словения. Римляните завладяли тези три региона и си направили провинции на империята, които са станали преден пост за нападения и отбрана срещу различни варварски племена. Един от първите римски военни постове в региона е бил Виндобона (днешна Виена). Тя е станала важна стратегическа пресечна точка за множество маршрути към плодородната Долна Австрия.

## Средновековие
От 6 век започнало непрекъснато заселване с баварци, които прогонват проникващите от изток авари и славяни.
В края на 8 век франкският владетел Карл Велики създал маркграфството Каролин между реките Енс, Рааб и Драва, за да предотврати нахлуването на аварите. През 907 г. маркграфството било унищожено от маджарите. През 955 г. Отон Велики успял да победи маджарите и отново да си спечели земите.
Между 976 и 1246 г. владетелите от рода Бабенберг в Австрия допринесли много за разрастването ѝ. Те построили градове, пътища, насърчили занаятчийството. Смъртта на последния владетел от този род е била последвана от изпитание и неспокойствие. Възходът на Австрия се свързва и с династията на Хабсбургите. През 1282 г. крал Рудолф I дал на синовете си в ленно владение херцогство Австрия. По-късно Хабсбургите спечелили херцогствата Щирия и Каринтия и графство Тирол с договор за наследство и добавили към владенията си и Гюрц и Истрия с Триест. През 1522 г. династията на Хабсбургите се разделила на 2 направления – испанско-холандско и австро-германско.

## Ренесанс
През 16 и 17 век възникнал спор с Османската империя, чиито войски два пъти достигали до Виена. След изтласкването на османските нашественици и проникването на хабсбургите на Балканския полуостров, австрийската част от хабсбургите с териториите си достигнала позицията на европейска велика сила. По това време възникнал класическият австрийски барок.
През втората половина на 18 век Мария Тереза и синовете ѝ Йозеф II и Леополд II с множеството си реформи поставили основата на една модерна административна държава на Новото време.

## Нова история
През 1867 г. крал Франц Йозеф одобрил основаването на двойната монархия Австро-Унгария. Двете части на тази монархия разполагали със собствен парламент. Към общите задачи на управлението принадлежали само отбраната, външната и стопанската политика. След Първата световна война Австро-Унгария се разпокъсала. Създали се Чехословакия, Австрия и Унгария, а други територии станали част от териториите на Полша, Румъния, Италия и Югославия. По този начин Австрия станала днешната немскоговореща страна. На 12 ноември 1918 г. Австрия е учредена като демократична република. Тази малка държава много трудно намира своето място в новоподредената териториално и политически Европа.
През 1938 г. германските войски навлизат в Австрия, която провежда референдум за присъединяването си към нея. На 15 май 1945 г. с намесата на съюзниците е създадено отново Република Австрия.

## Втора република (от 1945 г.)

### Период между Държавния договор и членството в Европейския съюз (1955 – 1995 г.)
След дългогодишни усилия за участие в европейската интеграция Австрия става членка на Европейския съюз на 1 януари 1995 г.